# 십인십색

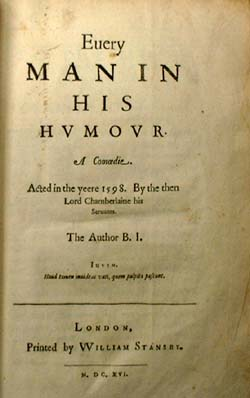
1616년에 출판된 Every Man in His Humour의 표지

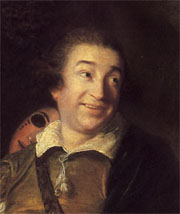
조슈아 레이놀즈가 그린 데이비드 개릭의 크리티 초상화.

《십인십색》은 1598년 영국 극작가 벤 존슨의 희곡이다. 원제는 《Every Man in His Humour》이다. 이 희곡은 각각의 주인공이 지나친 유머나 강박 관념에 의해 내용이 전개되는 "유머 코미디" 장르에 속한다.